# Аукцион (фильм)
«Аукцион» — советский фильм 1983 года режиссёра Валерия Курыкина.

## Сюжет
1980 год, «Внешторг» устраивает на конезаводе «Прогресс» для иностранцев аукцион лошадей, на который приезжает большой немецкий любитель лошадей барон фон Риттер. Барон интересуется Секундой — потомком лошади по кличке Грабе — некогда взятой как репарации после войны. Но директор конезавода Ермаков, бывший в то время конюхом, знает, что под именем Грабе была его Надежда — в 1942-м немцы угнали чистопородных племенных лошадей, в том числе её — прямую продолжательницу рода легендарного коня Атланта, коня русского императора. Надежду удалось вернуть в 1945-м, но по документам она была беспородная Грабе — кто-то подменил племенное свидетельство. Ермаков, ругаясь с представителями «Внешторга», не хочет продавать лошадей, которых без подтверждающих родословную документов иностранцы скупают за смешные деньги. Он догадывается, что барон фон Риттер не случайно интересуется Секундой, видимо, у него есть настоящее племенное свидетельство Надежды… но откуда оно у него, и кто же такой респектабельный бизнесмен фон Риттер? Случаем оказавшийся на конюшне Риттер помогает Ермакову принять сложные роды у одной из кобыл, после чего они начинают доверять друг другу — и происходит откровенный разговор о событиях 1942 года. Риттер предлагает сделку, но Ермаков наотрез отказывается. Тогда — в 1942-м он не смог спасти Надежду, в 1945-м не смог вернуть ей имя, а теперь его вынуждают продать её внучку Секунду. На аукционе иностранцы скупают лошадей за 5-8 тысяч долларов, и тут Ермаков идёт на риск и блеф — выставляет на аукцион Секунду, за 100 тысяч долларов, объявляя, что это внучка Надежды, правнучка Атланта, что подтверждается трофейными документами с печатью барона. Риттер вынужден вступить в торг — тем самым признавая, что Грабе — это была Надежда: цена взлетает до 3 миллионов долларов и лошадь снимают с торгов.

## В ролях
- Николай Пеньков — Андрей Васильевич Ермаков
- Лаймонас Норейка — барон Фридрих фон Риттер
- Светлана Суховей — Настя, дочь Ермакова
- Лев Прыгунов — Юрий Степанович Логунов
- Владимир Дружников — Сергей Петрович Травников, сотрудник Внешторга
- Юрий Саранцев — Чеканцев, чиновник
- Леонид Зверинцев — Аллердинг, немецкий офицер
- Леонид Харитонов — Егорыч, конюх
- Фёдор Одиноков — Митрофаныч, кузнец
- Василий Фунтиков — Ермаков в юности
- Арсений Лобанов — ведущий аукциона (роль — камео)
- Владимир Уан-Зо-Ли — участник аукциона
- Владимир Климов — участник аукциона

В эпизодах: Арнолд Алтмяэ, Лидия Думцева, Татьяна Сидоренко и другие.

## Критика
Фильм был резко раскритикован Валерием Туровским в журнале «Искусство кино», где он указывал, что при огромном потенциале сценария — «великое множество сюжетно-тематических ответвлений, среди которых так много важных, актуальных, что хватило бы на добрый пяток фильмов», авторы, входя в доверие к зрителю эксплуатируя тему войны, которая показана редкими кадрами, создали бессмысленный фильм без «какого бы то ни было значительного содержания, какой-либо выношенной (уж не говорим выстраданной) авторской мысли».

## Награды
- Диплом за лучшую операторскую работу Владимиру Климову на IX Всесоюзном кинофестивале спортивных фильмов, Каунас, 1983.